# 4 Heures d'Abou Dabi 2021
Navigation
Édition suivante
Les 4 Heures d'Abou Dabi 2021, disputées du 18 février 2021 au 20 février 2021 sur le Circuit Yas Marina. Lors de cette épreuve, deux courses de 4 heures ont eu lieu et ont été la troisième et dernières manches de l'Asian Le Mans Series 2021.

## Course 1

### Classement de la course
Voici le classement final au terme de la course.
- Les vainqueurs de chaque catégorie sont signalés par un fond jauni.

| Pos   | Classe | no | Écurie                         | Pilotes                                                           | Châssis                             | Tours | Temps                                    |
| Pos   | Classe | no | Écurie                         | Pilotes                                                           | Moteur                              | Tours | Temps                                    |
| ----- | ------ | -- | ------------------------------ | ----------------------------------------------------------------- | ----------------------------------- | ----- | ---------------------------------------- |
| 1     | LMP2   | 38 | JOTA                           | Sean Gelael Tom Blomqvist                                         | Oreca 07                            | 114   | 4 h 02 min 12 s 808                      |
| 1     | LMP2   | 38 | JOTA                           | Sean Gelael Tom Blomqvist                                         | Gibson GK428 4,2 l V8 atmosphérique | 114   | 4 h 02 min 12 s 808                      |
| 2     | LMP2   | 26 | G-Drive Racing                 | Ye Yifei Ferdinand von Habsburg René Binder                       | Aurus 01                            | 113   | + 1 tour                                 |
| 2     | LMP2   | 26 | G-Drive Racing                 | Ye Yifei Ferdinand von Habsburg René Binder                       | Gibson GK428 4,2 l V8 atmosphérique | 113   | + 1 tour                                 |
| 3     | LMP2   | 25 | G-Drive Racing                 | John Falb Franco Colapinto Rui Andrade                            | Aurus 01                            | 113   | + 1 tour                                 |
| 3     | LMP2   | 25 | G-Drive Racing                 | John Falb Franco Colapinto Rui Andrade                            | Gibson GK428 4,2 l V8 atmosphérique | 113   | + 1 tour                                 |
| 4     | LMP2   | 5  | Phoenix Racing                 | Matthias Kaiser Simon Trummer Kelvin van der Linde                | Oreca 07                            | 112   | + 2 tours                                |
| 4     | LMP2   | 5  | Phoenix Racing                 | Matthias Kaiser Simon Trummer Kelvin van der Linde                | Gibson GK428 4,2 l V8 atmosphérique | 112   | + 2 tours                                |
| 5     | LMP2   | 64 | Racing Team India              | Arjun Maini Narain Karthikeyan Naveen Rao                         | Oreca 07                            | 111   | + 3 tours                                |
| 5     | LMP2   | 64 | Racing Team India              | Arjun Maini Narain Karthikeyan Naveen Rao                         | Gibson GK428 4,2 l V8 atmosphérique | 111   | + 3 tours                                |
| 6     | LMP2   | 18 | Era Motorsport                 | Dwight Merriman Kyle Tilley Andreas Laskaratos                    | Oreca 07                            | 109   | + 5 tours                                |
| 6     | LMP2   | 18 | Era Motorsport                 | Dwight Merriman Kyle Tilley Andreas Laskaratos                    | Gibson GK428 4,2 l V8 atmosphérique | 109   | + 5 tours                                |
| 7     | LMP3   | 9  | Nielsen Racing                 | Tony Wells Colin Noble                                            | Ligier JS P320                      | 106   | + 8 tours                                |
| 7     | LMP3   | 9  | Nielsen Racing                 | Tony Wells Colin Noble                                            | Nissan VK56 5,6 l V8 Atmo           | 106   | + 8 tours                                |
| 8     | LMP3   | 8  | Nielsen Racing                 | Rodrigo Sales Matthew Bell                                        | Ligier JS P320                      | 106   | + 8 tours                                |
| 8     | LMP3   | 8  | Nielsen Racing                 | Rodrigo Sales Matthew Bell                                        | Nissan VK56 5,6 l V8 Atmo           | 106   | + 8 tours                                |
| 9     | LMP3   | 3  | United Autosports              | James McGuire Duncan Tappy Andrew Bentley                         | Ligier JS P320                      | 106   | + 8 tours                                |
| 9     | LMP3   | 3  | United Autosports              | James McGuire Duncan Tappy Andrew Bentley                         | Nissan VK56 5,6 l V8 Atmo           | 106   | + 8 tours                                |
| 10    | LMP3   | 15 | RLR Msport                     | Maxwell Hanratty Malthe Jakobsen Bashar Mardini                   | Ligier JS P320                      | 105   | + 9 tours                                |
| 10    | LMP3   | 15 | RLR Msport                     | Maxwell Hanratty Malthe Jakobsen Bashar Mardini                   | Nissan VK56 5,6 l V8 Atmo           | 105   | + 9 tours                                |
| 11    | GT     | 40 | GPX Racing                     | Julien Andlauer Axcil Jefferies Alain Ferté                       | Porsche 911 GT3 R                   | 105   | + 9 tours                                |
| 11    | GT     | 40 | GPX Racing                     | Julien Andlauer Axcil Jefferies Alain Ferté                       | Porsche 4,0 l Flat-6 Atmo           | 105   | + 9 tours                                |
| 12    | GT     | 99 | Precote Herberth Motorsport    | Ralf Bohn Alfred Renauer (de) Robert Renauer (de)                 | Porsche 911 GT3 R                   | 105   | + 9 tours                                |
| 12    | GT     | 99 | Precote Herberth Motorsport    | Ralf Bohn Alfred Renauer (de) Robert Renauer (de)                 | Porsche 4,0 l Flat-6 Atmo           | 105   | + 9 tours                                |
| 13    | LMP3   | 63 | DKR Engineering                | Jean Glorieux Laurents Hörr                                       | Duqueine M30 - D08                  | 105   | + 9 tours                                |
| 13    | LMP3   | 63 | DKR Engineering                | Jean Glorieux Laurents Hörr                                       | Nissan VK56 5,6 l V8 Atmo           | 105   | + 9 tours                                |
| 14    | GT     | 60 | Formula Racing                 | Johnny Laursen Alessio Rovera Nicklas Nielsen                     | Ferrari 488 GT3                     | 105   | + 9 tours                                |
| 14    | GT     | 60 | Formula Racing                 | Johnny Laursen Alessio Rovera Nicklas Nielsen                     | Ferrari F154CB 3,9 l V8 Turbo       | 105   | + 9 tours                                |
| 15    | GT     | 55 | Rinaldi Racing                 | Rino Mastronardi David Perel Davide Rigon                         | Ferrari 488 GT3                     | 105   | + 9 tours                                |
| 15    | GT     | 55 | Rinaldi Racing                 | Rino Mastronardi David Perel Davide Rigon                         | Ferrari F154CB 3,9 l V8 Turbo       | 105   | + 9 tours                                |
| 16    | GT     | 1  | HubAuto Racing                 | Raffaele Marciello Marcos Gomes Liam Talbot                       | Mercedes-AMG GT3                    | 104   | + 10 tours                               |
| 16    | GT     | 1  | HubAuto Racing                 | Raffaele Marciello Marcos Gomes Liam Talbot                       | Mercedes-AMG M159 6,2 l V8 Atmo     | 104   | + 10 tours                               |
| 17    | GT     | 88 | Garage 59                      | Alexander West (de) Maxime Martin Valetin Hasse-Clot              | Aston Martin Vantage AMR GT3        | 104   | + 10 tours                               |
| 17    | GT     | 88 | Garage 59                      | Alexander West (de) Maxime Martin Valetin Hasse-Clot              | Aston Martin 4,0 l V8 Bi-Turbo      | 104   | + 10 tours                               |
| 18    | GT     | 77 | D'Station Racing               | Satoshi Hoshino Tomonobu Fujii Tom Gamble                         | Aston Martin Vantage AMR GT3        | 104   | + 10 tours                               |
| 18    | GT     | 77 | D'Station Racing               | Satoshi Hoshino Tomonobu Fujii Tom Gamble                         | Aston Martin 4,0 l V8 Bi-Turbo      | 104   | + 10 tours                               |
| 19    | GT     | 51 | AF Corse                       | Francesco Piovanetti (de) Oswaldo Negri Jr. Alessandro Pier Guidi | Ferrari 488 GT3                     | 104   | + 10 tours                               |
| 19    | GT     | 51 | AF Corse                       | Francesco Piovanetti (de) Oswaldo Negri Jr. Alessandro Pier Guidi | Ferrari F154CB 3,9 l V8 Turbo       | 104   | + 10 tours                               |
| 20    | GT     | 89 | Garage 59                      | Michael Benham Marvin Kirchhöfer Yuki Nemoto                      | Aston Martin Vantage AMR GT3        | 104   | + 10 tours                               |
| 20    | GT     | 89 | Garage 59                      | Michael Benham Marvin Kirchhöfer Yuki Nemoto                      | Aston Martin 4,0 l V8 Bi-Turbo      | 104   | + 10 tours                               |
| 21    | GT     | 7  | Inception Racing avec Optimum  | Brendan Iribe Ollie Millroy Ben Barnicoat                         | McLaren 720S GT3                    | 104   | + 10 tours                               |
| 21    | GT     | 7  | Inception Racing avec Optimum  | Brendan Iribe Ollie Millroy Ben Barnicoat                         | McLaren M840T 4,0 l V8 Bi-Turbo     | 104   | + 10 tours                               |
| 22    | GT     | 54 | AF Corse                       | Thomas Flohr Francesco Castellacci Giancarlo Fisichella           | Ferrari 488 GT3                     | 104   | + 10 tours                               |
| 22    | GT     | 54 | AF Corse                       | Thomas Flohr Francesco Castellacci Giancarlo Fisichella           | Ferrari F154CB 3,9 l V8 Turbo       | 104   | + 10 tours                               |
| 23    | GT     | 93 | Precote Herberth Motorsport    | Steffen Görig (de) Antares Au Klaus Bachler                       | Porsche 911 GT3 R                   | 104   | + 10 tours                               |
| 23    | GT     | 93 | Precote Herberth Motorsport    | Steffen Görig (de) Antares Au Klaus Bachler                       | Porsche 4,0 l Flat-6 Atmo           | 104   | + 10 tours                               |
| 24    | GT     | 57 | Kessel Racing par Car Guy      | Takeshi Kimura Côme Ledogar Mikkel Jensen                         | Ferrari 488 GT3                     | 104   | + 10 tours                               |
| 24    | GT     | 57 | Kessel Racing par Car Guy      | Takeshi Kimura Côme Ledogar Mikkel Jensen                         | Ferrari F154CB 3,9 l V8 Turbo       | 104   | + 10 tours                               |
| 25    | GT     | 34 | Walkenhorst Motorsport         | Chandler Hull Jonathan Miller Nicky Catsburg                      | BMW M6 GT3                          | 103   | + 11 tours                               |
| 25    | GT     | 34 | Walkenhorst Motorsport         | Chandler Hull Jonathan Miller Nicky Catsburg                      | BMW P63 4,4 l V8 Bi-Turbo           | 103   | + 11 tours                               |
| 26    | GT     | 66 | Rinaldi Racing                 | Christian Hook Manuel Lauck Patrick Kujalar                       | Ferrari 488 GT3                     | 103   | + 11 tours                               |
| 26    | GT     | 66 | Rinaldi Racing                 | Christian Hook Manuel Lauck Patrick Kujalar                       | Ferrari F154CB 3,9 l V8 Turbo       | 103   | + 11 tours                               |
| 27    | LMP3   | 44 | ARC Bratislava                 | Miroslav Konôpka Tom Cloet Charlie Robertson                      | Ginetta G61-LT-P3                   | 103   | + 11 tours                               |
| 27    | LMP3   | 44 | ARC Bratislava                 | Miroslav Konôpka Tom Cloet Charlie Robertson                      | Nissan VK56 5,6 l V8 Atmo           | 103   | + 11 tours                               |
| 28    | GT     | 95 | TF Sport                       | John Hartshorne Ollie Hancock Charlie Eastwood                    | Aston Martin Vantage AMR GT3        | 103   | + 11 tours                               |
| 28    | GT     | 95 | TF Sport                       | John Hartshorne Ollie Hancock Charlie Eastwood                    | Aston Martin 4,0 l V8 Bi-Turbo      | 103   | + 11 tours                               |
| 29    | GT     | 27 | Kessel Racing                  | Giorgio Roda Francesco Zollo Tim Kohmann                          | Ferrari 488 GT3                     | 101   | + 13 tours                               |
| 29    | GT     | 27 | Kessel Racing                  | Giorgio Roda Francesco Zollo Tim Kohmann                          | Ferrari F154CB 3,9 l V8 Turbo       | 101   | + 13 tours                               |
| 30    | GT     | 35 | Walkenhorst Motorsport         | Henry Walkenhorst Jörg Breuer Sami-Matti Trogen (fi)              | BMW M6 GT3                          | 89    | + 25 tours                               |
| 30    | GT     | 35 | Walkenhorst Motorsport         | Henry Walkenhorst Jörg Breuer Sami-Matti Trogen (fi)              | BMW P63 4,4 l V8 Bi-Turbo           | 89    | + 25 tours                               |
| Abd.  | LMP3   | 4  | Phoenix - IronForce Racing     | Jan-Erik Slooten (de) Leo Weiss                                   | Ligier JS P320                      | 95    |                                          |
| Abd.  | LMP3   | 4  | Phoenix - IronForce Racing     | Jan-Erik Slooten (de) Leo Weiss                                   | Nissan VK56 5,6 l V8 Atmo           | 95    |                                          |
| Abd.  | GT     | 97 | Oman Racing Team avec TF Sport | Ahmad Al Harthy Thomas Canning Jonny Adam                         | Aston Martin Vantage AMR GT3        | 80    | Radiateur cassé à la suite d'un contact  |
| Abd.  | GT     | 97 | Oman Racing Team avec TF Sport | Ahmad Al Harthy Thomas Canning Jonny Adam                         | Aston Martin 4,0 l V8 Bi-Turbo      | 80    | Radiateur cassé à la suite d'un contact  |
| Abd.  | LMP3   | 33 | CD Sport                       | Nick Adcock Michael Jensen Adam Eteki                             | Ligier JS P320                      | 65    | Problème de boite de vitesses            |
| Abd.  | LMP3   | 33 | CD Sport                       | Nick Adcock Michael Jensen Adam Eteki                             | Nissan VK56 5,6 l V8 Atmo           | 65    | Problème de boite de vitesses            |
| Abd.  | LMP3   | 23 | United Autosports              | Manuel Maldonado Rory Penttinen Wayne Boyd                        | Ligier JS P320                      | 4     | Problème d'alternateur                   |
| Abd.  | LMP3   | 23 | United Autosports              | Manuel Maldonado Rory Penttinen Wayne Boyd                        | Nissan VK56 5,6 l V8 Atmo           | 4     | Problème d'alternateur                   |
| Abd.  | LMP3   | 2  | United Autosports              | John Loggie Robert Wheldon Andrew Meyrick                         | Ligier JS P320                      |       | Exclue à la suiteà d'une aide extérieure |
| Abd.  | LMP3   | 2  | United Autosports              | John Loggie Robert Wheldon Andrew Meyrick                         | Nissan VK56 5,6 l V8 Atmo           |       | Exclue à la suiteà d'une aide extérieure |
| N. p. | LMP2   | 11 | EuroInternational - Ojets      | Neale Muston John Corbett                                         | Ligier JS P217                      |       | Retrait après les essais                 |
| N. p. | LMP2   | 11 | EuroInternational - Ojets      | Neale Muston John Corbett                                         | Nissan VK56 5,6 l V8 Atmo           |       | Retrait après les essais                 |

### Pole position et record du tour
- Pole position :  Franco Colapinto (#26 G-Drive Racing) en  1 min 55 s 287
- Meilleur tour en course :  Ferdinand von Habsburg (#26 G-Drive Racing) en  1 min 56 s 889

### Tours en tête
- no 26 Aurus 01 - G-Drive Racing :  39 tours (1-21 / 26-43)[2]
- no 28 Oreca 07 - JOTA :  75 tours (22-25 / 44-114)

### À noter
- Longueur du circuit : 5,554 km
- Distance parcourue par les vainqueurs : 633,156 km

## Course 2

### Classement de la course
Voici le classement officiel au terme de la course.
- Les vainqueurs de chaque catégorie sont signalés par un fond jauni.

| Pos  | Classe | no | Écurie                         | Pilotes                                                           | Châssis                             | Tours | Temps                  |
| Pos  | Classe | no | Écurie                         | Pilotes                                                           | Moteur                              | Tours | Temps                  |
| ---- | ------ | -- | ------------------------------ | ----------------------------------------------------------------- | ----------------------------------- | ----- | ---------------------- |
| 1    | LMP2   | 38 | JOTA                           | Sean Gelael Tom Blomqvist                                         | Oreca 07                            | 112   | 4 h 03 min 34 s 502    |
| 1    | LMP2   | 38 | JOTA                           | Sean Gelael Tom Blomqvist                                         | Gibson GK428 4,2 l V8 atmosphérique | 112   | 4 h 03 min 34 s 502    |
| 2    | LMP2   | 25 | G-Drive Racing                 | John Falb Franco Colapinto Rui Andrade                            | Aurus 01                            | 112   | + 0 s 422              |
| 2    | LMP2   | 25 | G-Drive Racing                 | John Falb Franco Colapinto Rui Andrade                            | Gibson GK428 4,2 l V8 atmosphérique | 112   | + 0 s 422              |
| 3    | LMP2   | 5  | Phoenix Racing                 | Matthias Kaiser Simon Trummer Kelvin van der Linde                | Oreca 07                            | 112   | + 23 s 656             |
| 3    | LMP2   | 5  | Phoenix Racing                 | Matthias Kaiser Simon Trummer Kelvin van der Linde                | Gibson GK428 4,2 l V8 atmosphérique | 112   | + 23 s 656             |
| 4    | LMP2   | 26 | G-Drive Racing                 | Ye Yifei Ferdinand von Habsburg René Binder                       | Aurus 01                            | 112   | + 37 s 897             |
| 4    | LMP2   | 26 | G-Drive Racing                 | Ye Yifei Ferdinand von Habsburg René Binder                       | Gibson GK428 4,2 l V8 atmosphérique | 112   | + 37 s 897             |
| 5    | LMP2   | 64 | Racing Team India              | Arjun Maini Narain Karthikeyan Naveen Rao                         | Oreca 07                            | 111   | + 1 tour               |
| 5    | LMP2   | 64 | Racing Team India              | Arjun Maini Narain Karthikeyan Naveen Rao                         | Gibson GK428 4,2 l V8 atmosphérique | 111   | + 1 tour               |
| 6    | LMP3   | 23 | United Autosports              | Manuel Maldonado Rory Penttinen Wayne Boyd                        | Ligier JS P320                      | 106   | + 6 tours              |
| 6    | LMP3   | 23 | United Autosports              | Manuel Maldonado Rory Penttinen Wayne Boyd                        | Nissan VK56 5,6 l V8 Atmo           | 106   | + 6 tours              |
| 7    | LMP3   | 3  | United Autosports              | James McGuire Duncan Tappy Andrew Bentley                         | Ligier JS P320                      | 106   | + 6 tours              |
| 7    | LMP3   | 3  | United Autosports              | James McGuire Duncan Tappy Andrew Bentley                         | Nissan VK56 5,6 l V8 Atmo           | 106   | + 6 tours              |
| 8    | LMP3   | 2  | United Autosports              | John Loggie Robert Wheldon Andrew Meyrick                         | Ligier JS P320                      | 106   | + 6 tours              |
| 8    | LMP3   | 2  | United Autosports              | John Loggie Robert Wheldon Andrew Meyrick                         | Nissan VK56 5,6 l V8 Atmo           | 106   | + 6 tours              |
| 9    | LMP3   | 33 | CD Sport                       | Nick Adcock Michael Jensen Adam Eteki                             | Ligier JS P320                      | 106   | + 6 tours              |
| 9    | LMP3   | 33 | CD Sport                       | Nick Adcock Michael Jensen Adam Eteki                             | Nissan VK56 5,6 l V8 Atmo           | 106   | + 6 tours              |
| 10   | LMP3   | 63 | DKR Engineering                | Jean Glorieux Laurents Hörr                                       | Duqueine M30 - D08                  | 106   | + 6 tours              |
| 10   | LMP3   | 63 | DKR Engineering                | Jean Glorieux Laurents Hörr                                       | Nissan VK56 5,6 l V8 Atmo           | 106   | + 6 tours              |
| 11   | LMP3   | 9  | Nielsen Racing                 | Tony Wells Colin Noble                                            | Ligier JS P320                      | 106   | + 6 tours              |
| 11   | LMP3   | 9  | Nielsen Racing                 | Tony Wells Colin Noble                                            | Nissan VK56 5,6 l V8 Atmo           | 106   | + 6 tours              |
| 12   | LMP3   | 8  | Nielsen Racing                 | Rodrigo Sales Matthew Bell                                        | Ligier JS P320                      | 106   | + 6 tours              |
| 12   | LMP3   | 8  | Nielsen Racing                 | Rodrigo Sales Matthew Bell                                        | Nissan VK56 5,6 l V8 Atmo           | 106   | + 6 tours              |
| 13   | GT     | 57 | Kessel Racing par Car Guy      | Takeshi Kimura Côme Ledogar Mikkel Jensen                         | Ferrari 488 GT3                     | 105   | + 7 tours              |
| 13   | GT     | 57 | Kessel Racing par Car Guy      | Takeshi Kimura Côme Ledogar Mikkel Jensen                         | Ferrari F154CB 3,9 l V8 Turbo       | 105   | + 7 tours              |
| 14   | GT     | 7  | Inceptoin Racing avec Optimum  | Brendan Iribe Ollie Millroy Ben Barnicoat                         | McLaren 720S GT3                    | 104   | + 8 tours              |
| 14   | GT     | 7  | Inceptoin Racing avec Optimum  | Brendan Iribe Ollie Millroy Ben Barnicoat                         | McLaren M840T 4,0 l V8 Bi-Turbo     | 104   | + 8 tours              |
| 15   | GT     | 55 | Rinaldi Racing                 | Rino Mastronardi David Perel Davide Rigon                         | Ferrari 488 GT3                     | 104   | + 8 tours              |
| 15   | GT     | 55 | Rinaldi Racing                 | Rino Mastronardi David Perel Davide Rigon                         | Ferrari F154CB 3,9 l V8 Turbo       | 104   | + 8 tours              |
| 16   | GT     | 97 | Oman Racing Team avec TF Sport | Ahmad Al Harthy Thomas Canning Jonny Adam                         | Aston Martin Vantage AMR GT3        | 104   | + 8 tours              |
| 16   | GT     | 97 | Oman Racing Team avec TF Sport | Ahmad Al Harthy Thomas Canning Jonny Adam                         | Aston Martin 4,0 l V8 Bi-Turbo      | 104   | + 8 tours              |
| 17   | GT     | 99 | Precote Herberth Motorsport    | Ralf Bohn Alfred Renauer (de) Robert Renauer (de)                 | Porsche 911 GT3 R                   | 104   | + 8 tours              |
| 17   | GT     | 99 | Precote Herberth Motorsport    | Ralf Bohn Alfred Renauer (de) Robert Renauer (de)                 | Porsche 4,0 l Flat-6 Atmo           | 104   | + 8 tours              |
| 18   | GT     | 95 | TF Sport                       | John Hartshorne Ollie Hancock Charlie Eastwood                    | Aston Martin Vantage AMR GT3        | 104   | + 8 tours              |
| 18   | GT     | 95 | TF Sport                       | John Hartshorne Ollie Hancock Charlie Eastwood                    | Aston Martin 4,0 l V8 Bi-Turbo      | 104   | + 8 tours              |
| 19   | LMP3   | 4  | Phoenix - IronForce Racing     | Jan-Erik Slooten (de) Leo Weiss                                   | Ligier JS P320                      | 104   | + 8 tours              |
| 19   | LMP3   | 4  | Phoenix - IronForce Racing     | Jan-Erik Slooten (de) Leo Weiss                                   | Nissan VK56 5,6 l V8 Atmo           | 104   | + 8 tours              |
| 20   | GT     | 77 | D'Station Racing               | Satoshi Hoshino Tomonobu Fujii Tom Gamble                         | Aston Martin Vantage AMR GT3        | 104   | + 8 tours              |
| 20   | GT     | 77 | D'Station Racing               | Satoshi Hoshino Tomonobu Fujii Tom Gamble                         | Aston Martin 4,0 l V8 Bi-Turbo      | 104   | + 8 tours              |
| 21   | GT     | 1  | HubAuto Racing                 | Raffaele Marciello Marcos Gomes Liam Talbot                       | Mercedes-AMG GT3                    | 104   | + 8 tours              |
| 21   | GT     | 1  | HubAuto Racing                 | Raffaele Marciello Marcos Gomes Liam Talbot                       | Mercedes-AMG M159 6,2 l V8 Atmo     | 104   | + 8 tours              |
| 22   | GT     | 88 | Garage 59                      | Alexander West (de) Maxime Martin Valetin Hasse-Clot              | Aston Martin Vantage AMR GT3        | 104   | + 8 tours              |
| 22   | GT     | 88 | Garage 59                      | Alexander West (de) Maxime Martin Valetin Hasse-Clot              | Aston Martin 4,0 l V8 Bi-Turbo      | 104   | + 8 tours              |
| 23   | GT     | 89 | Garage 59                      | Michael Benham Marvin Kirchhöfer Yuki Nemoto                      | Aston Martin Vantage AMR GT3        | 104   | + 8 tours              |
| 23   | GT     | 89 | Garage 59                      | Michael Benham Marvin Kirchhöfer Yuki Nemoto                      | Aston Martin 4,0 l V8 Bi-Turbo      | 104   | + 8 tours              |
| 24   | GT     | 34 | Walkenhorst Motorsport         | Chandler Hull Jonathan Miller Nicky Catsburg                      | BMW M6 GT3                          | 104   | + 8 tours              |
| 24   | GT     | 34 | Walkenhorst Motorsport         | Chandler Hull Jonathan Miller Nicky Catsburg                      | BMW P63 4,4 l V8 Bi-Turbo           | 104   | + 8 tours              |
| 25   | GT     | 35 | Walkenhorst Motorsport         | Henry Walkenhorst Jörg Breuer Sami-Matti Trogen (fi)              | BMW M6 GT3                          | 103   | + 9 tours              |
| 25   | GT     | 35 | Walkenhorst Motorsport         | Henry Walkenhorst Jörg Breuer Sami-Matti Trogen (fi)              | BMW P63 4,4 l V8 Bi-Turbo           | 103   | + 9 tours              |
| 26   | GT     | 93 | Precote Herberth Motorsport    | Steffen Görig (de) Antares Au Klaus Bachler                       | Porsche 911 GT3 R                   | 103   | + 9 tours              |
| 26   | GT     | 93 | Precote Herberth Motorsport    | Steffen Görig (de) Antares Au Klaus Bachler                       | Porsche 4,0 l Flat-6 Atmo           | 103   | + 9 tours              |
| 27   | LMP2   | 18 | Era Motorsport                 | Dwight Merriman Kyle Tilley Andreas Laskaratos                    | Oreca 07                            | 103   | + 9 tours              |
| 27   | LMP2   | 18 | Era Motorsport                 | Dwight Merriman Kyle Tilley Andreas Laskaratos                    | Gibson GK428 4,2 l V8 atmosphérique | 103   | + 9 tours              |
| 28   | GT     | 40 | GPX Racing                     | Julien Andlauer Axcil Jefferies Alain Ferté                       | Porsche 911 GT3 R                   | 102   | + 10 tours             |
| 28   | GT     | 40 | GPX Racing                     | Julien Andlauer Axcil Jefferies Alain Ferté                       | Porsche 4,0 l Flat-6 Atmo           | 102   | + 10 tours             |
| 29   | LMP3   | 44 | ARC Bratislava                 | Miroslav Konôpka Tom Cloet Charlie Robertson                      | Ginetta G61-LT-P3                   | 99    | + 13 tours             |
| 29   | LMP3   | 44 | ARC Bratislava                 | Miroslav Konôpka Tom Cloet Charlie Robertson                      | Nissan VK56 5,6 l V8 Atmo           | 99    | + 13 tours             |
| 30   | GT     | 27 | Kessel Racing                  | Giorgio Roda Francesco Zollo Tim Kohmann                          | Ferrari 488 GT3                     | 97    | + 15 tours             |
| 30   | GT     | 27 | Kessel Racing                  | Giorgio Roda Francesco Zollo Tim Kohmann                          | Ferrari F154CB 3,9 l V8 Turbo       | 97    | + 15 tours             |
| Abd. | LMP3   | 15 | RLR Msport                     | Maxwell Hanratty Malthe Jakobsen Bashar Mardini                   | Ligier JS P320                      | 59    | Problème d'échappement |
| Abd. | LMP3   | 15 | RLR Msport                     | Maxwell Hanratty Malthe Jakobsen Bashar Mardini                   | Nissan VK56 5,6 l V8 Atmo           | 59    | Problème d'échappement |
| Abd. | GT     | 51 | AF Corse                       | Francesco Piovanetti (de) Oswaldo Negri Jr. Alessandro Pier Guidi | Ferrari 488 GT3                     | 12    | Contact                |
| Abd. | GT     | 51 | AF Corse                       | Francesco Piovanetti (de) Oswaldo Negri Jr. Alessandro Pier Guidi | Ferrari F154CB 3,9 l V8 Turbo       | 12    | Contact                |
| Abd. | GT     | 54 | AF Corse                       | Thomas Flohr Francesco Castellacci Giancarlo Fisichella           | Ferrari 488 GT3                     | 12    | Contact                |
| Abd. | GT     | 54 | AF Corse                       | Thomas Flohr Francesco Castellacci Giancarlo Fisichella           | Ferrari F154CB 3,9 l V8 Turbo       | 12    | Contact                |
| Abd. | GT     | 66 | Rinaldi Racing                 | Christian Hook Manuel Lauck Patrick Kujalar                       | Ferrari 488 GT3                     | 5     |                        |
| Abd. | GT     | 66 | Rinaldi Racing                 | Christian Hook Manuel Lauck Patrick Kujalar                       | Ferrari F154CB 3,9 l V8 Turbo       | 5     |                        |
| Abd. | GT     | 60 | Formula Racing                 | Johnny Laursen Alessio Rovera Nicklas Nielsen                     | Ferrari 488 GT3                     | 3     | Contact                |
| Abd. | GT     | 60 | Formula Racing                 | Johnny Laursen Alessio Rovera Nicklas Nielsen                     | Ferrari F154CB 3,9 l V8 Turbo       | 3     | Contact                |

### Pole position et record du tour
- Pole position :  Ferdinand von Habsburg (#26 G-Drive Racing) en  1 min 56 s 073
- Meilleur tour en course :  Franco Colapinto (#25 G-Drive Racing) en  1 min 56 s 360

### Tours en tête
- no 26 Aurus 01 - G-Drive Racing :  18 tours (1-18)[4]
- no 33 Ligier JS P320 - CD Sport :  2 tours (19-20)
- no 7 McLaren 720S GT3 - Inceptoin Racing avec Optimum :  2 tours (21-22)
- no 28 Oreca 07 - JOTA :  51 tours (23-31 / 34-43 / 56 / 76-93 / 100-112)
- no 25 Aurus 01 - G-Drive Racing :  37 tours (32-33 / 44-55 / 57-75 / 96-99)
- no 5 Oreca 07 - Phoenix Racing :  2 tours (94-95)

### À noter
- Longueur du circuit : 5,554 km
- Distance parcourue par les vainqueurs : 622,048 km